# Piers von Westenholz
Piers von Westenholz, auch de Westenholz, vollständig Frederick Patrick Piers Freiherr von Westenholz (* 10. Dezember 1943 in Beaconsfield (Buckinghamshire)) ist ein britischer Sportler, Antiquitätenhändler und Innenarchitekt.

## Leben
Piers von Westenholz entstammt dem Adelsgeschlecht von Westenholz. Er ist ein Sohn Heinz Friedrich (Henry Frederick) Eberhard Freiherr von Westenholz (1916–1984) und dessen Frau Marguerite Gordon Ness (* 1915).
Bei den Olympischen Winterspielen 1964 war er Teil der Britischen Mannschaft und trat im Riesenslalom und Slalom an. Im Riesenslalom belegte er den 59. Platz, im Slalom schied er in der Qualifikation aus.
Er baute sich ein Inneneinrichtungsunternehmen Westenholz Antiques and Interior Decoration auf, das auf den englischen Landhausstil (English country house) spezialisiert ist. Er ist mit Charles, Prince of Wales befreundet. Zu den von ihm betreuten Projekten gehören die Inneneinrichtungen von Dumfries House, Tyringham Hall und Castle of Mey.